# Michaela Apel
Michaela Apel (geboren 1969) ist eine deutsche Rechtsanwältin und Kommunalpolitikerin (SPD).

## Leben

### Juristischer Werdegang
Apel studierte Rechtswissenschaft an der Goethe-Universität in Frankfurt am Main. Sie wird dort als ehemalige wissenschaftliche Mitarbeiterin im Team von Cornelius Prittwitz geführt, der die Professur für Strafrecht, Strafprozessrecht, Kriminologie und Rechtsphilosophie innehat.
Apel führt eine Rechtsanwaltskanzlei in Wiesbaden mit den Schwerpunkten Strafrecht, Jugendstrafrecht, Strafvollzugsrecht und Ausländerrecht. Apel vertritt als Anwältin auch Asylbewerber. 2018 fiel ihr auf, dass bei einem ihrer Mandanten ein Hausarzt ein Attest ausstellte, das normalerweise nur von einem Facharzt ausgestellt werden kann. Apel kritisierte in einem Interview mit dem SWR diese Praxis von Ärzten, Asylbewerbern gegen Bezahlung im Schnellverfahren Atteste auszustellen, wobei Anwaltskollegen zusätzlich eine Vermittlungsprovision kassierten.
Am 2. April 2019 wurde Apel auf Vorschlag der SPD vom Hessischen Landtag zum stellvertretenden nicht richterlichen Mitglied des Staatsgerichtshofs des Landes Hessen gewählt.

### Politischer Werdegang
Apel ist Mitglied der SPD. Bis März 2021 war sie 10 Jahre lang Mitglied im Ortsbeirat des Wiesbadener Westends. Obwohl sie als Spitzenkandidatin der SPD 2021 in den Ortsbeirat wiedergewählt wurde, trat sie ihr Amt nicht an. Seit 2011 ist Apel Stadtverordnete in Wiesbaden. Zuletzt wurde sie am 14. März 2021 zum dritten Mal wiedergewählt. In der Wiesbadener Stadtverordnetenversammlung ist sie Fachsprecherin für Integration und für Bürgerbeteiligung. Apel engagiert sich auch in der Arbeitsgemeinschaft sozialdemokratischer Juristinnen und Juristen des SPD-Bezirks Hessen Süd und ist dort stellvertretende Vorsitzende.

## Veröffentlichungen
- mit Urte Eisenhardt: Erkennungsdienstliche Behandlung von Kindern – Gefahrenabwehr oder Strafverfolgung? In: Strafverteidiger. Band 26, Nr. 8, 2006, ISSN 0720-1605, S. 490.
- Inklusion und Exklusion im Strafvollzug – Sicherheit als Alternative zur Resozialisierung? In: Institut für Kriminalwissenschaften und Rechtsphilosophie Frankfurt am Main (Hrsg.): Jenseits des rechtsstaatlichen Strafrechts. Lang, Frankfurt am Main / Berlin / Bern / Bruxelles / New York / Oxford / Wien 2007, ISBN 978-3-631-56213-0, S. 355–362.Inhaltsverzeichnis. (d-nb.info).